# Вахрушев, Борис Александрович
Борис Александрович Вахрушев (род. 22 декабря 1947, Сталинград) — советский, украинский и российский географ, геолог, спелеолог, доктор географических наук, профессор (2004).

## Биография
Родился 22 декабря 1947 году в городе-герое Сталинграде. В 1967 году окончил Керченский горно-металлургический техникум по специальности «Обогащение руд полезных ископаемых». С 1970 по 1975 учился в Симферопольском государственном университете на географическом факультете. Был распределен в Институт минеральных ресурсов Министерства геологии УССР, где работал инженером-геологом и младшим научным сотрудником. В 1980 году поступил в аспирантуру Симферопольского государственного университета к одному из основоположников отечественной карстологии и спелеологии профессору В. Н. Дублянскому, в 1983 году в Пермском государственном университете защитил диссертацию кандидата геолого-минералогических наук.
С 1987 года ученый секретарь Крымского отдела Географического общества СССР. В 1995 году был избран деканом географического факультета Таврического национального университета имени В. И. Вернадского. С 1996 года — заведующий Лаборатории карста и спелеологии. С 2005 года — заведующим кафедрой землеведения и геоморфологии. В 2005 году в Институте географии НАН Украины в Киеве защитил докторскую диссертацию по специальности «Геоморфология и палеогеография» по теме «Карстовый геоморфогенез Крымско-Кавказского горно-складчатого региона», профессор (2004). Читает курс для студентов специальностей география и экология «Геоморфология и палеогеография», для студентов специальности туризм – «Туристическая картография». В 2011 году был избран председателем Крымского отдела Украинского географического общества.
На организационном собрании отделения Русского географического общества в Республике Крым 5 апреля 2014 года был избран председателем отделения. В 2022 году избран почетным председателем отделения Русского географического общества в Республике Крым.

## Признание и награды
Заслуженный работник образования Украины. Заслуженный работник образования Автономной Республики Крым. Президент Малой Академии наук школьников Крыма «Искатель».
Премия Русского географического общества 2021, Лучший научный проект: Атлас пещер России лауреаты: Шелепин А. Л., Вахрушев Б. А., Гунько А. А., Гусев А. С., Прохоренко А. И., Самохин Г. В., Филиппов А. Г., Цурихин Е. А.
Карстовая пещера Вахрушева (445-1) на Чатыр-Даге заложена в верхнеюрских известняках, генезис — коррозионно-эрозионный. Протяженность 18 м, глубина 8 м, площадь 40 м². Название присвоено в 1997 году решением Топонимической комиссии Крымского регионального центра Украинской спелеологической ассоциации за заслуги перед географической наукой и в честь 50-летнего юбилея.